# كارل تومسون (ملاكم)
كارل تومسون (بالإنجليزية: Carl Thompson)‏ مواليد 26 مايو 1964 في مانشستر، هو ملاكم محترف بريطاني معتزل. حقق بطولة منظمة الملاكمة العالمية.

## إحصائيات
خاض خلال مسيرته 40 نزالا، فاز في 34 وخسر في 6. فاز بالضربة القاضية في 25 نزالا.

## روابط خارجية
- كارل تومسون على موقع بوكس ريك (الإنجليزية) (registration required)